# Cesare Allegri
Cesare Allegri (Brescia, 8 gennaio 1934 – Brescia, 15 maggio 2020) è stato un politico italiano.

## Biografia
Laureato in giurisprudenza, membro della Democrazia Cristiana. Venne eletto membro della Camera dei deputati per tre legislature consecutive, restando in carica dal 1968 al 1979.
Dirigente dell'ASCOM bresciana, nel 2013 sostenne Emilio Del Bono nella sua candidatura a sindaco di Brescia.
Morì il 15 maggio 2020 all'età di 86 anni.